# Landhaus Paul Schramm
Das Landhaus für den Dresdner Fabrikbesitzer Paul Schramm liegt in der Lindenaustraße 6 im Stadtteil Niederlößnitz der sächsischen Stadt Radebeul. Es wurde in den Jahren 1908/1909 auf einem der Bauplätze der Villenkolonie Altfriedstein errichtet.

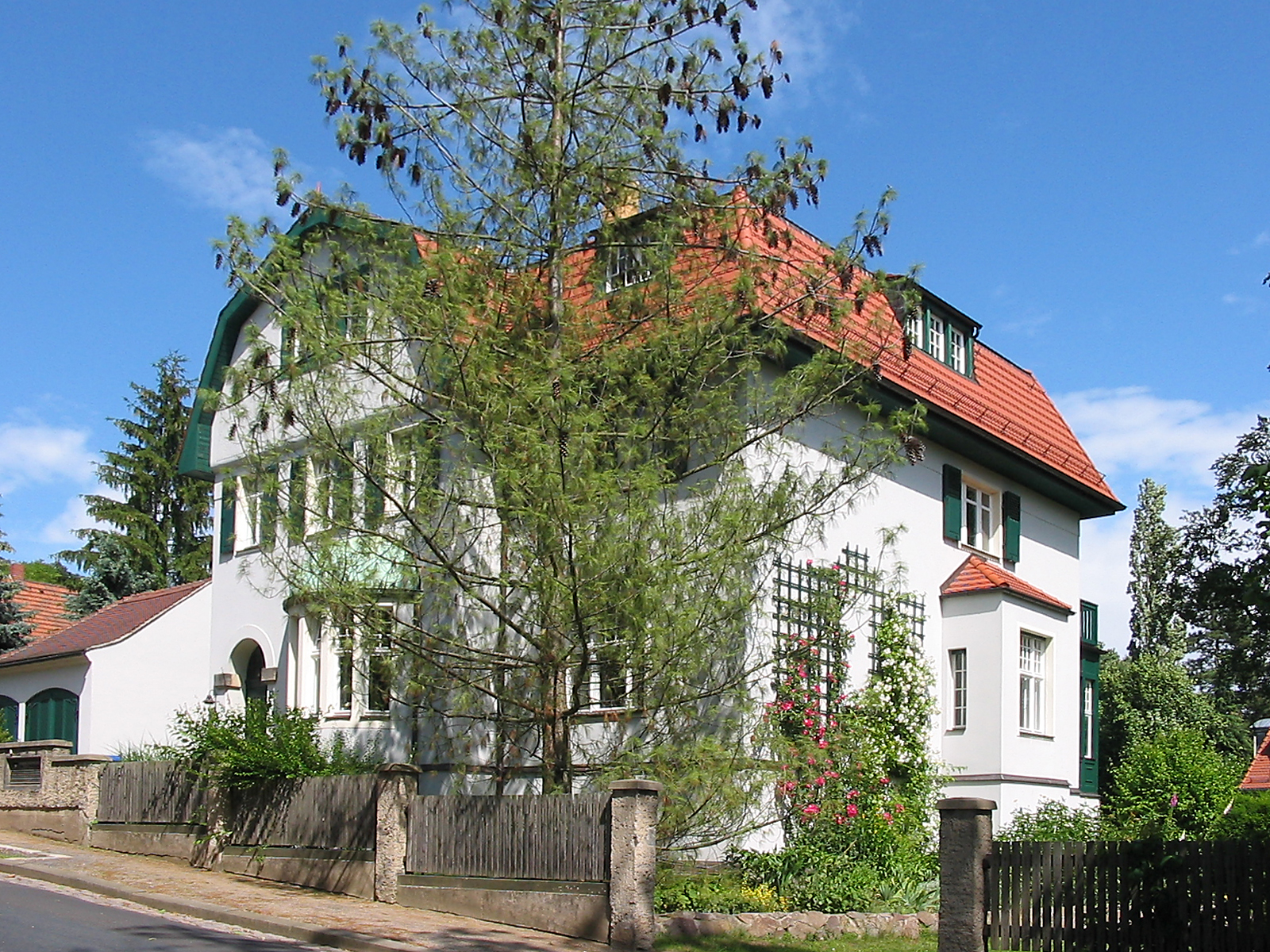
Landhaus Paul Schramm

## Beschreibung

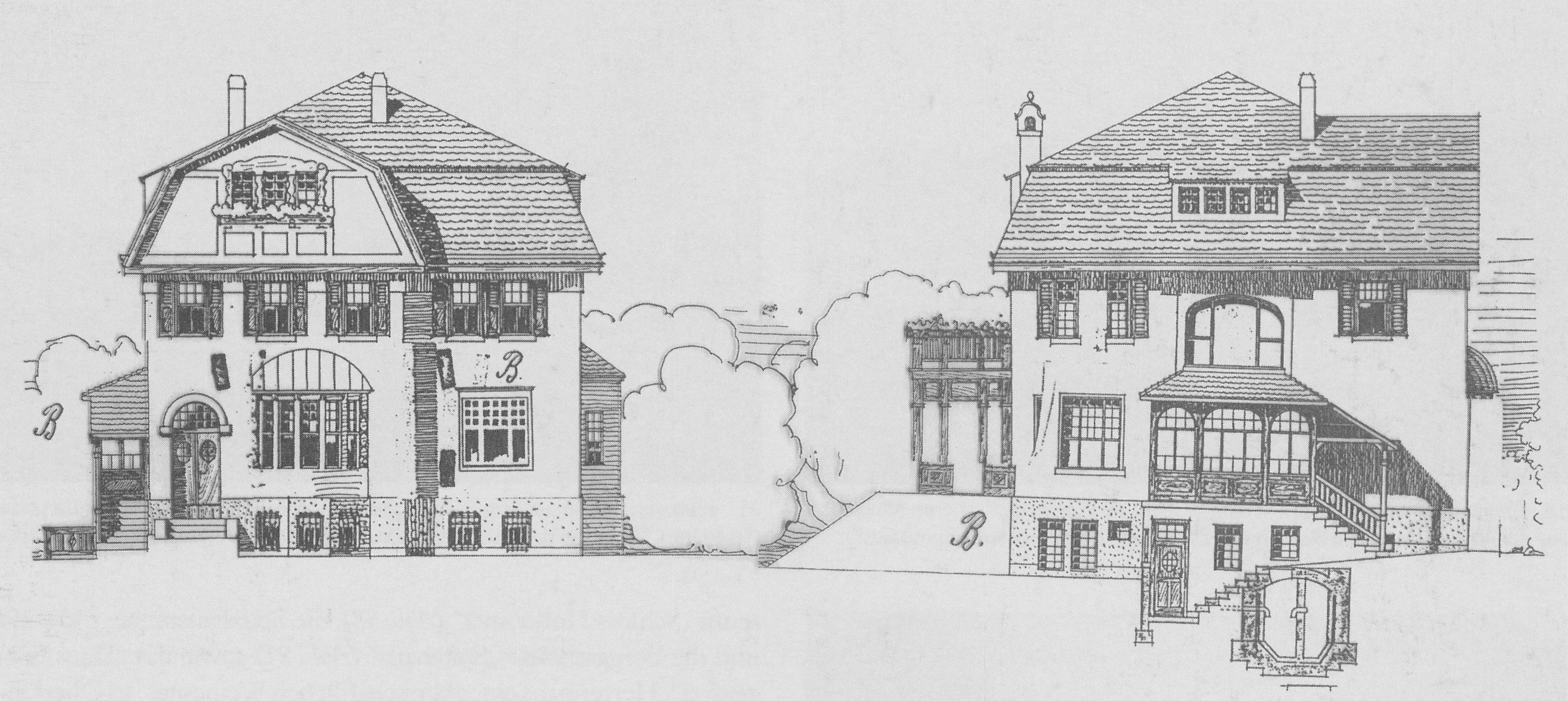
Bauzeichnung um 1909

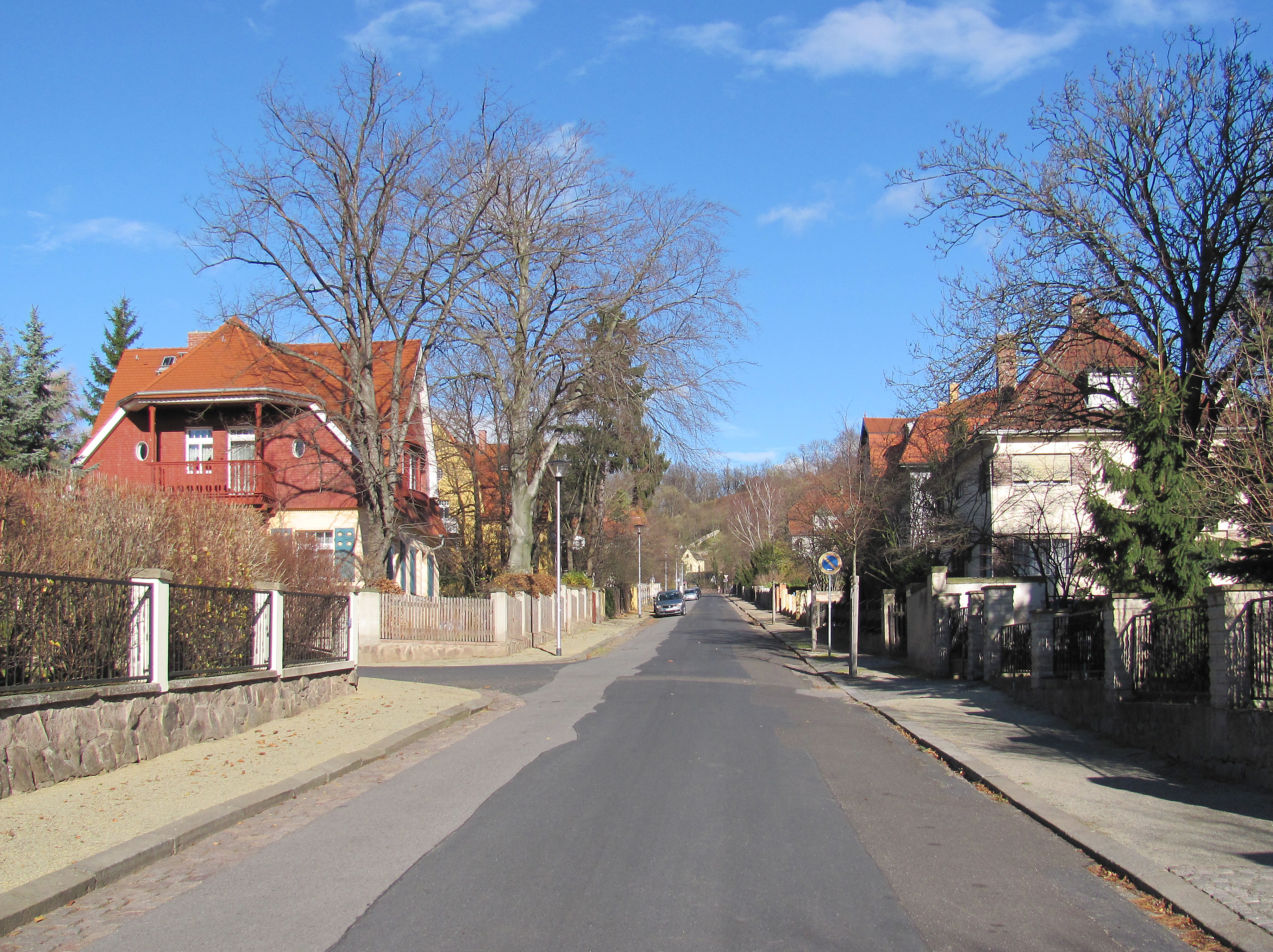
Nach Norden ansteigende Lindenaustraße, Kreuzung Prof.-Wilhelm-Ring: links Landhaus Lutzmann, dahinter Lindenaustr. 7; rechts Lindenaustr. 4 und dahinter hiesige Nr. 6

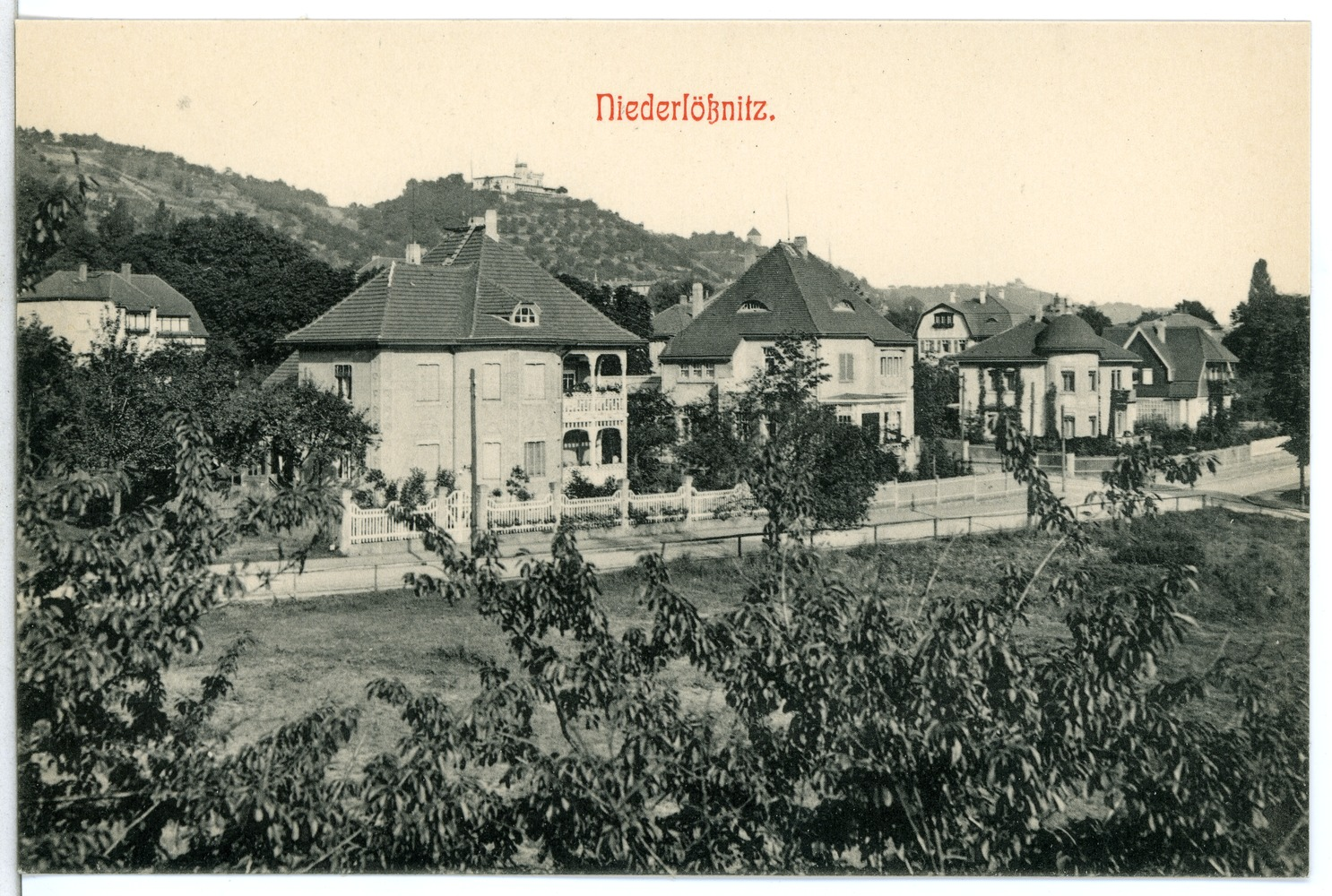
Prof.-Wilhelm-Ring, Kreuzung mit der Ludwig-Richter-Allee (1911): Rechts der Kreuzung steht Landhaus Paul Nieschke, rechts davon Landhaus Lutzmann und links dahinter hiesiges Landhaus Schramm. Links der Kreuzung: Ludwig-Richter-Allee 27, links davon die Villa von Alfred Sparbert, links hinten Ludwig-Richter-Allee 31

Das unter Denkmalschutz stehende, zweigeschossige Landhaus ist von „interessante[r] Reformstil-Architektur“. Es steht wegen des nach Norden ansteigenden Geländes auf einem im Süden hohen Souterraingeschoss. Es trägt ein Mansarddach, die danebenliegende Garage ein Satteldach.
In der Straßenansicht des schlichten Putzbaus steht links ein großer Seitenrisalit mit geknicktem Giebel, im Giebelfeld ein Drillings-Koppelfenster. Im Risalit selbst befindet sich links der rundbogige Eingang mit einer kleinen Freitreppe, rechts daneben ein mit schmalen Fenstern versehener Viertelkreis-Standerker mit einem Kupfer-Kuppeldach. Im Obergeschoss öffnen sich drei durch Fensterläden gefasste Fenster, zwei weitere solche befinden sich in der Fassade daneben.
In der linken Seitenansicht befindet sich eine Freitreppe in einem hölzernen Vorbau zum Nebeneingang, in der rechten Seitenansicht befinden sich ein weiterer Standerker sowie ein Rosenspalier. In der Gartenansicht finden sich eine hölzerne Veranda sowie eine Terrasse.

## Geschichte
Die Entwicklung der Villenkolonie Altfriedstein schuf parallel zu der bis zum Herrenhaus Altfriedstein verlängerten oberen Ludwig-Richter-Allee eine neue Straße (Planstraße O), die, beginnend an der Einmündung der Planstraße B (oberer Teil des Prof.-Wilhelm-Rings) in die Moritzburger Straße, einem bestehenden Weg entlang der östlichen Arealsgrenze bergab folgend bis zur heutigen Winzerstraße verlief. Nach Fertigstellung des zwischen 1901 und 1903 erfolgten Straßenausbaus wurde diese Straße am 5. Februar 1903 als Lindenaustraße an die Landgemeinde Niederlößnitz übergeben.
Nachdem ab dem Jahr 1905 auch Bauparzellen ohne Architektenbindung verkauft wurden, beantragte der Dresdner Fabrikbesitzer Paul Schramm Ende 1908 den Bau einer „Einfamilien-Villa“. Der Entwurf des Gebäudes stammt wohl von dem Niederlößnitzer Baumeister Felix Sommer, der Bau wurde jedoch durch das Dresdner Architekturbüro Rose & Röhle ausgeführt. Die Bauabnahme erfolgte im März 1909.